# THE BEST SONGS
『THE BEST SONGS』（ザ・ベスト・ソングズ）は、1985年12月5日に発売されたALFEE10枚目のアルバム。

## 概要
シングル3作「恋人達のペイヴメント」、「シンデレラは眠れない」（カップリング曲 「A Last Song」）、「霧のソフィア」とAlfee時代のバラード曲「北のHOTEL」の5曲の再録を含む全10曲収録。
THE ALFEEの公式サイト上ではベスト盤として扱われているが、ベスト盤とする説とオリジナルアルバムとする説双方がある。
1988年発売したCD-BOXセット『ALFEE CD BOX 10』には収録されなかったが、2014年発売の「THE ALFEE 40th Anniversary スペシャルボックス」にはオリジナル・アルバムとして収録されている。
1990年再発時の帯コピーは「霧のソフィア・北のHOTEL(リメイクバージョン)・恋人達のペイヴメント他、アルバム未収録曲を含むラブ・メッセージ・アルバム」。
『ALFEE'S LAW』以来HM/HR中心のアルバムリリースだった反動か本作収録曲はバラード曲が中心で、「孤独のHERO」、「シンデレラは眠れない」、「悲しき墓標」以外、全てバラード曲となっている。
1992年発売のバラードベスト『Promised Love -THE ALFEE BALLAD SELECTION-』に「心の鍵」と「恋人達のペイヴメント」が再録の上、収録された。

## 収録曲
| 全作曲: 高見沢俊彦、全編曲: ALFEE。 |                          |                    |            |                  |      |
| #                                   | タイトル                 | 作詞               | 作曲・編曲 | ストリングス編曲 | 時間 |
| 1.                                  | 「心の鍵」               | 高見沢俊彦         | 高見沢俊彦 |                  | 2:33 |
| 2.                                  | 「恋人達のペイヴメント」 | 高見沢俊彦・高橋研 | 高見沢俊彦 | 青木望           | 4:42 |
| 3.                                  | 「マンハッタン・レイン」 | 高見沢俊彦         | 高見沢俊彦 |                  | 4:05 |
| 4.                                  | 「霧のソフィア」         | 高見沢俊彦・高橋研 | 高見沢俊彦 |                  | 5:07 |
| 5.                                  | 「孤独のHERO」           | 高見沢俊彦         | 高見沢俊彦 |                  | 5:09 |

| #         | タイトル                 | 作詞               | 作曲・編曲 |       | 時間 |
| --------- | ------------------------ | ------------------ | ---------- | ----- | ---- |
| 1.        | 「至上の愛」             | 高見沢俊彦         |            |       | 5:27 |
| 2.        | 「シンデレラは眠れない」 | 高見沢俊彦・高橋研 |            |       | 4:40 |
| 3.        | 「北のHOTEL」            | 高見沢俊彦         |            |       | 4:37 |
| 4.        | 「悲しき墓標」           | 高見沢俊彦         |            |       | 4:09 |
| 5.        | 「A Last Song」          | 高見沢俊彦         |            |       | 4:46 |
| 合計時間: | 合計時間:                | 合計時間:          | 合計時間:  | 45:12 |      |

## クレジット
- 高見沢俊彦：Electric Guitar
- 坂崎幸之助：6 & 12 Strings Guitaer, Mandolin
- 桜井賢：Electric Bass
- 山石敬之：Keyboards
- 山木秀夫：Drums
- 長谷川浩二：Drums
- そうる透：Drums
- 浦田恵司：Manipulator
- 土岐英史：A.sax

- Recording Producer：TAKASHI TSUBONO
- Recording Director：HIROSHI WATANABE, RYO UEMURA
- Recording & Mixing Engineer：KEIZOH SUZUKI
- Second Engineer：KAZUYA YOSHIDA, TATSUYA SAWADA YOUICHI TABETA
- Cutting Engineer：MITSUHARU KOBAYASHI

- Art Director：HIROSHI MATSUURA, TOHRU TANASE
- Visual Co-ordinator：KAZUTAMI NISHIMOTO
- Photographer：YOSHIAKI SUGIYAMA
- Make-up：KAZUO YAMAZAKI

## 品番
- LP：C28A-0458
- CT：28P-6496
- CD：D32A-0140
- 純金蒸着CD：D35A-0438
- CD：PCCA-00164